# Дуалистические мифы
Дуалистические мифы — мифы, описывающие мироздание как единство противоположных явлений и символов. Представляют собой мифологические представления, основанные на противопоставлении двух рядов мифологических символов, считающихся полезными или вредными для племени (или его части, например, фратрии), народа, религиозной или иной группы.
Дуалистические мифы последовательно воспроизводят универсальные двоичные классификации, основанные на соответствии биологических (мужское и женское), социальных (дуальная организация общества) и психологических характеристик мифологизированным оппозициям верха и низа, света и тьмы, правого и левого, солнца и луны, космоса и хаоса и т. д. вплоть до этического противопоставления добра и зла.

## Причины возникновения
Предпосылки возникновения дуалистических мифов коренятся в особенностях человеческой психики. Согласно широко распространённым психологическим концепциям (М. Клейн и др.), деление мира на противоположные категории, с отнесением их к двум разным странам, народам и т. д., прослеживается в детской психологии. Классификация, сходная с дуалистическими мифами, отмечается в играх детей около четырёхлетнего возраста.
По исследованиям А. М. Золотарёва, социальным и культурно-историческим контекстом ранних дуалистических мифов была дуалистическая организация общества, делившая каждое племя на две части, с дальнейшими двучленными подразделениями.

## Особенности
Дуалистическая мифология — частный случай двоичной символической классификации, в которой у подавляющего числа племён с наиболее архаичной социальной организацией устройство мира описывалось с помощью противопоставленных друг другу пар космических символов или признаков (солнце — луна; мужской — женский; правый — левый). Каждый из таких рядов символов, явлений и признаков создаётся одним из двух противопоставленных друг другу и находящихся во взаимном столкновении мифологических существ. Позднее дуалистические мифы превращаются в религиозно-философские системы, напрямую не связанные с их первоначальной социальной средой (см. Религиозный дуализм и Философский дуализм).

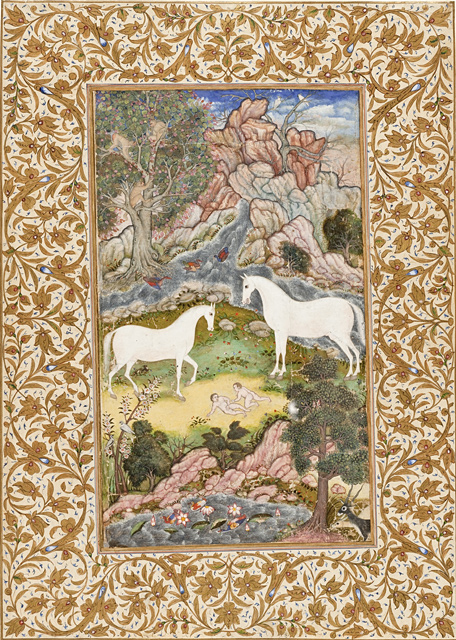
Рождение ведийских божественных близнецов Ашвинов. Рисунок XVI века

Архаическая мифология включает дуалистическую космогонию, описывающие сотворение мира двумя братьями, часто — близнецами. В этих близнечных мифах братья-близнецы являются создателями противостоящих друг другу рядов явлений. В мифе североамериканского индейского племени кахуилла Темайауит создаёт восточный свет, белую землю, подземных существ, а его брат Мукат — западный свет, чёрную землю, людей. Ср. близнецов Дьяй и Эпи у тукуна.
В дуалистических мифах, различающих в творении полезное и дурное, демиург — бог неба — противостоит божеству преисподней: алтайские Ульгень и Эрлик, обско-угорские Нуми-Торум и Куль-отыр и др. Один из этих богов творит землю, другой делает на ней неровности и т. п., один создает полезных животных, другой — вредных, демиург создает человека совершенным существом, его противник вселяет в сотворенного болезни и т. д. В индийской мифологии творцом всего сущего может выступать Праджапати, который «из дня» создал богов-дэва, «из ночи» — демонов-асуров.
В мифах ирокезов и гуронов бог Иоскеха представлен как творец всего полезного в мире, в то время как его младший брат-близнец Тавискарон — напротив, создатель всего вредного. В скандинавской мифологии Один играет роль позитивного творца, отца асов, в то время как Локи — отец хтонических чудовищ. В зороастризме, манихействе и богомильстве добрый и мудрый Творец является создателем всего хорошего, полезного для человека, а его злой соперник творит вредное и дурное. В «Авесте», дух добра и дух зла — близнецы.
Важной идеей дуалистической мифологии является противоборство двух начал. Близнечные мифы часто включают мотив соперничества между братьями. Раненный в единоборстве со своим братом Иоскехой Тавискарон спасается в подземном мире. Иоскеха после сражения с братом удаляется на небо.
В ведийском космогоническом процессе важное место занимает борьба бога Индры с демоном Вритрой, воплощающим силы хаоса, неопределённости и разрушения. Ахурамазда — верховное божество и творец мира либо отец демиурга в зороастризме. Он стоит над борьбой добра и зла, либо лично в ней участвует.
Противоположности могут продуктивно сливаться. Распространённым является мотив творцов-космических родителей. Это могут быть небо-отец и земля-мать. В индуистской мифологии богиня Лакшми является супругой Вишну и персонификацией золотого лотоса, который вырастает из космического тела Вишну и отождествляется со вселенной. В сложившейся мифологической системе шиваизма образ Шивы связан с образом его жены Деви. Эта изначальная чета считается отцом и матерью вселенной. В китайской мифологии процесс мироздания и бытия рассматривается как результат взаимодействия, а не противоборства инь и ян, темного и светлого начал, которые стремятся друг к другу.
Один из героев дуалистических мифов может быть подчинённым по отношению к другому. В алтайской мифологии носитель злого начала Эрлик — младший брат существовавшего до сотворения неба и земли Ульгеня. Ульгень создал Эрлика, тот нырнул за землёй и принёс её, а Ульгень после этого создал сушу и людей. Когда Эрлик тоже сотворил народ, разгневанный Ульгень велел, чтобы он был чёрным и шёл на запад, а сотворённый им самим белый народ шёл на восток. Сходные мотивы повторяются в мифологиях других народов Северной и Центральной Евразии.
Порядок соотношений противоположностей (мужчина — женщина, море — суша, горы — долины), установленный в определённую эпоху, может затем меняться (у айнов и др.).
Противоположности могут быть сведены к общим абстрактным принципам. В ведийской мифологии имелось понятие рита — универсальный космический закон, определяющий преобразование неупорядоченного состояния в упорядоченное и обеспечивающий сохранение основных условий существования вселенной; истина. Рита определяется не извне, а из самой себя. Она управляет вселенной и определяет все, включая и саму себя. Рита была установлена богами адитьями, которые её и охраняют. Противоположность риты — анрита — неупорядоченность, представляется как лишённость риты. Основу иранской мифологии составляло учение о противоборстве двух взаимоисключающих космических принципов. Арта (Аша Вахишта) — овеществленный в свете и огне всеобщий моральный закон мироздания. Он противостоит Другу — воплощению мрака, лжи и ритуальной скверны. Эти образы близки ведийскому мифу о космическом законе и восходят к индоевропейским прототипам. Лагерь богов и демонов делился соответственно на приверженцев одной и другой сущностей. Первых возглавлял Ахурамазда, вторых — Ангро-Майнью. В китайской мифологии получило развитие представление о взаимодополняющих друг друга началах, инь и ян.
В дуалистических учениях, восходящих к иранской мифологии, абсолютизировалось противопоставление духа и тела — например, в манихействе.

## Отдельные мифологии

### Индийская и иранская мифологии
В древнеиндийском мифе, изложенном в «Майтрайяни-самхите» и «Бхагавад-гите» (VIII, 24, 25), Праджапати создал наверху днём (букв. «из дня») богов-дэва, внизу — «из ночи» демонов, асуров. Боги были белыми, асуры — чёрными; с богами была правда, с асурами — ложь; богов он создавал правой рукой, асуров — левой; богов наделил силой, асуров — обделил, отчего они и погибли. Дуалистические мифы отражены также в древнеиндийском эпосе «Махабхарата».
В родственной древнеиранской традиции, в «Авесте», наоборот, ахура (от *asura-) является высшим существом (отсюда Ахурамазда), ахуры — благие боги, а соответствующие древнеиндийскому названию богов дэвы — злые мифологические существа, демоны, связанные с преисподней, ложью (Друг).
Таким образом, в одном случае положительным началом признаются боги-дева, в другом — асуры, что, возможно, свидетельствует о различных путях развития первоначально сходных индо-иранских мифов при разделении индо-иранцев на иранцев, покровителями которых считались асуры, и индо-ариев, покровителями которых считались боги — дэвы иранцев. Дуалистическая традиция «Авесты», чётко противопоставляющая две основные силы мира (положительную и отрицательную), представляет собой одну из первых попыток систематизации дуалистической мифологии в виде учения о двух полярных силах.

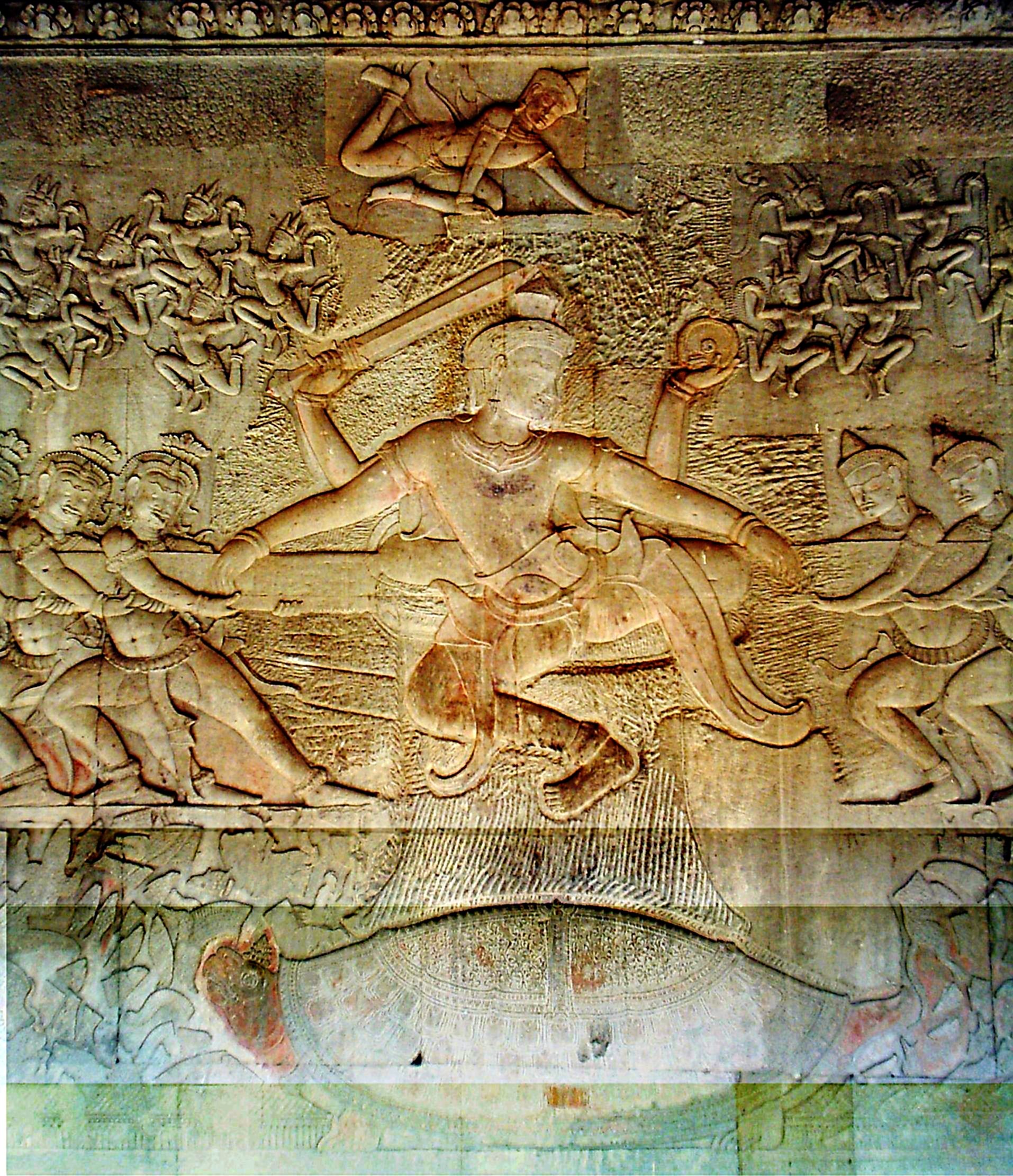
Вишну в центре, асуры слева и дэвы справа
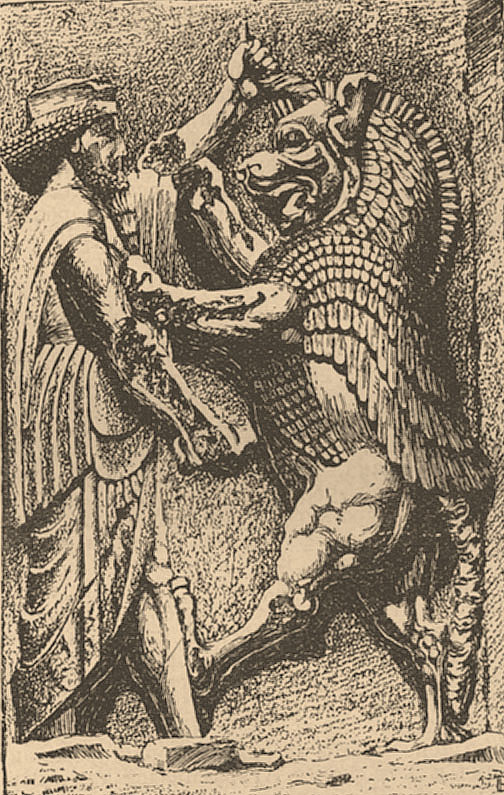
Бой Ахурамазды с Ангра-Майнью

### Египетская мифология

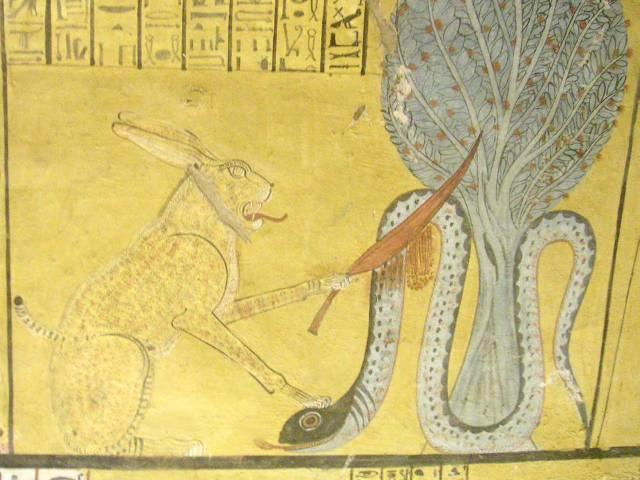
Ра в образе кота поражает Апопа, огромного змея, олицетворяющего хаос

Сходные дуалистические теории имелись в египетской мифологии. Противоборство богов-соперников Гора и Сета связывается противопоставление неба и земли, земли и нижнего мира, правой и левой стороны, чёрного и красного цвета, рождения и зачатия, власти и силы, жизни и правления, бытия и становления. Вселенная мыслится как система пар сбалансированных противоположностей. Весь мир — это пара: «небо — земля»; внутри «земли» различались «часть Гора» и «часть Сета», «север» и «юг», «две земли» и «два берега (Нила)».

### Китайская мифология

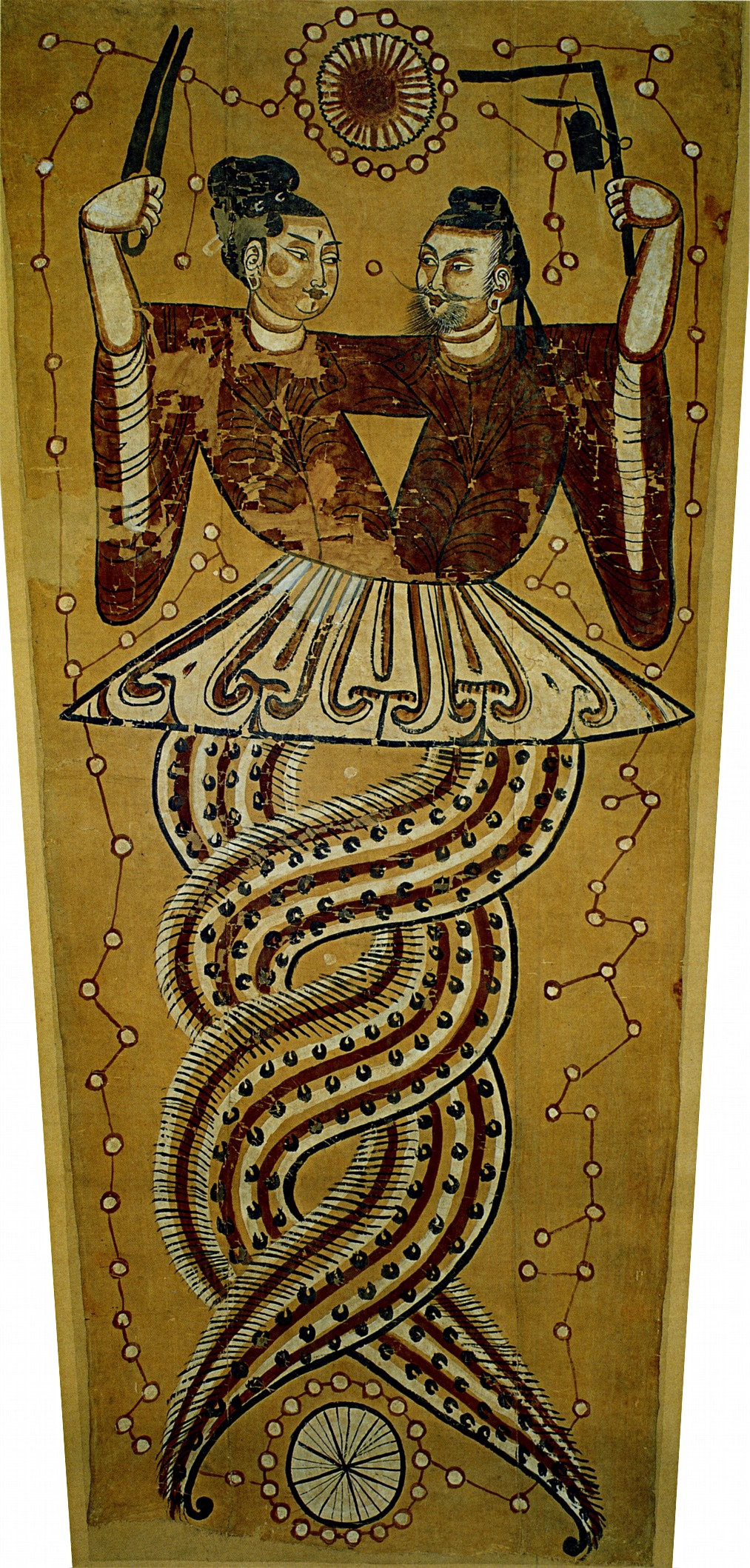
Фу-си и Нюй-ва. Середина VIII века

Главной идеей китайских дуалистических мифов является равновесие мужского, положительного и активного начала ян и женского, пассивного, тёмного, холодного начала инь, равновеликого ян. В названии древнекитайского чародея-жреца сочетались оба противоположных символа инь и ян.
В Китае, как и в Египте, развитой концепции полярных противоположностей предшествовало конкретное представление о двух началах мира, связывавшееся с парными божествами Фу-си и Нюй-ва — брат и сестра — по древнейшей версии, муж и жена — по более поздней. В Ханьскую эпоху они изображались в виде двух чудесных существ с человеческими головами, переплетающимися внизу змеиными хвостами и держащими в правой и левой руке противоположные символы.

### Древняя Греция
В европейской традиции переход к абстрактному набору полярных противоположностей, почти полностью совпадающему с системами, разработанными в учениях мыслителей Восточной Азии, нашёл отражение у пифагорейцев, которые, по словам Аристотеля («Метафизика» I, V), «принимают десять начал, идущих (каждый раз) в одном ряду — предел и беспредельное, нечет и чёт, единое и множество, правое и левое, мужское и женское, покоящееся и движущееся, прямое и кривое, свет и тьму, хорошее и дурное, четырёхугольное и разностороннее».

### Иудаизм
В кумранских текстах («Устав войны», «Книга тайн») с абстрактными противопоставлениями нравственных категорий (правды и лжи) соединяются вполне конкретные мифологические сюжеты войны сынов света и сынов тьмы. В кумранском «Комментарии на книгу Хавакука» в духе дуалистических противопоставлений осмысляется различие нечестивого священника и учителя праведности.
В целом в основных течениях иудаизма дуалистическая идея почти отсутствует.

### Христианская культура
В сравнении с кумранскими текстами ранняя евангельская литература отличается крайне слабой выраженностью дуалистических воззрений, концентрируясь на монизме.
Вероятно, под восточным, в частности иранским, влиянием в средневековой Европе возникают представления, близкие к дуалистическим мифам — в дуалистических ересях, начиная с богомилов (в Болгарии и Сербии), которые отождествляли «архонта мира сего» (Бога Ветхого Завета) с падшим ангелом и евангельским «управителем неверным». Фундагиогиты (в Малой Азии) считали, что архонт создал видимый мир после своего отпадения, а человеческая душа украдена князем зла у Бога. По учению ломбардских катаров, видимый мир был создан Сатаной, выступающим как самостоятельная сила — сын «бога мрака».
Типологически сходные с образами дуалистических мифов представления о Сатане (Люцифере, Мефистофеле) в его соотношении с Богом развивались в народной литературе Средних веков и Нового времени, в частности в легендах о Фаусте. Использование образов народной литературы в позднейшей европейской литературной традиции привело к включению в неё символики дуалистических мифов. Особенно это заметно у Гёте, занимавшегося проблемой «полярности», в том числе и в связи с проблемой дьявола как члена мифологической тетрады вместе с Троицей.
В литературе XX века символика дьявола и Бога нашла отражение в прозе Поля Валери и Рюноскэ Акутагавы. Прямым продолжением темы народной книги о Фаусте является «Доктор Фаустус» Томаса Манна, где дуалистический сюжет сведён к проблеме соотношения дьявола и его жертвы. Напротив, строго дуалистическим построением характеризуется «Мастер и Маргарита» Михаила Булгакова, где каждый из мифологических персонажей отнесён к одному из разных временных планов книги при снятии всех противоположностей в финале.